# Параисо Закуалтипан (Маравиља Тенехапа)
Параисо Закуалтипан (шп. Paraíso Zacualtipán) насеље је у Мексику у савезној држави Чијапас у општини Маравиља Тенехапа. Насеље се налази на надморској висини од 336 м.

## Становништво
Према подацима из 2010. године у насељу је живело 19 становника.

### Хронологија
| Година       | 2000         | 2005        | 2010 |
| ------------ | ------------ | ----------- | ---- |
| Становништво | 39 (21 / 18) | 25 (16 / 9) | 19   |

### Попис
| # | Индикатор                     | Вредност |
| - | ----------------------------- | -------- |
| 1 | Укупно домаћинстава           | 2        |
| 2 | Укупно насељених домаћинстава | 2        |
| 3 | Величина локације             | 1        |